# 蘭頓·當路雲
兰登·蒂莫西·多诺万（英語：Landon Timothy Donovan，1982年12月4日—），美國已退役職業足球員，司職前鋒，2024年曾擔任聖地牙哥波浪臨時教練，他是美國國家足球隊進球最多的球員之一（另一個球員是柯林特·登普塞）。他是唯一贏得6次本田年度最佳球員獎的球員。

## 球員生涯

### 早年、利華古遜、聖荷西地震
當路雲是加拿大的半职业冰球运动员蒂莫西·多诺万（Tim Donovan）及美国特殊教育老师當娜·堅妮·加殊（Donna Kenney Cash）的兒子。多诺万的父母都是爱尔兰裔。當路雲在加州雷德蘭茲（Redlands）長大，就讀雷德蘭茲東山谷高校（Redlands East Valley High School）。當路雲與德甲職業足球隊勒沃库森簽署合約。

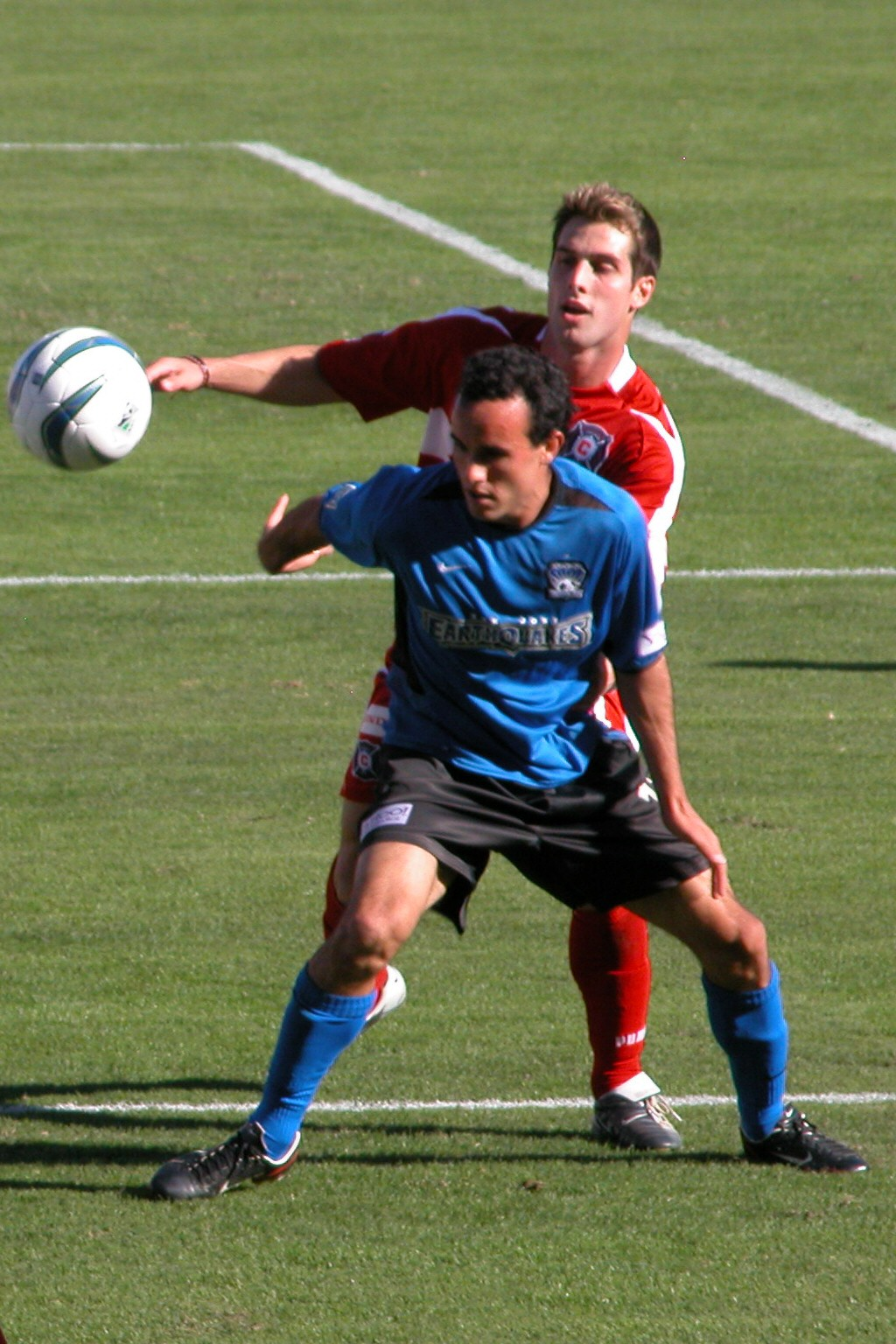
效力聖荷西地震

他在德國的表現未如理想，2001年球季被美國職業大聯盟聖荷西地震借用。效力地震隊期間表現脫胎換骨，他協助球隊在2001年及2003年贏得美國職業足球大聯盟杯以及成為了美國足球壇為人所熟悉的球員在常規賽內取得32個進球及29個進攻，另外在季後賽亦取得10個進球及6個進攻。他成為2003年度美國足球年度最佳運動員。
2004年7月3日，利華古遜宣佈當路雲將會在2005年歸隊。當路雲亦在11月23日宣佈返回德國，當時再度當選為美國足球年度最佳運動員。是首位連續奪得這個獎項的球員。
效力利華古遜期間，只打過數場比賽，當中包括兩場正選，因此當路雲決定重返大聯盟。銀河隊將前鋒卡洛斯·魯依斯（Carlos Ruiz）交易到FC達拉斯，使銀河隊有薪酬空間收購當路雲。當路雲因而加盟洛杉磯銀河。

### 洛杉磯銀河
跟隨銀河隊的首個球季，當路雲取得12個進球及10個進攻以及在季後賽4個進球及1個助攻協助球隊贏得美國職業足球大聯盟杯。球季結束後，他被當選為MLS最佳十一人2006年球季，他取得12個進球及8次助攻。當路雲在美國公開盃亦取得3個進球。在該季銀河隊無法進入季後賽，以及在公開盃負於芝加哥火焰。當路雲在該季以14球在射手榜排第二。
很多足球論論家批評當路雲返回MLS，是他未能接受到歐洲足球的嚴苛。亦有人批評他在2006年世界杯足球賽的差劣表現。
2006年世足盃足球賽後，新銀河隊教練法蘭·雅洛普（Frank Yallop），當路雲被指派為隊中的隊長，直到2007年夏季，當加盟後才成為副隊長。

### 外借其他球會
拜仁慕尼黑
2009年，當路雲被外借至德国甲組足球聯賽球隊拜仁慕尼黑，直至09年3月，新一季美國職業足球大聯盟開始為止，在效力拜仁慕尼黑期間穿著13號球衣。
愛華頓

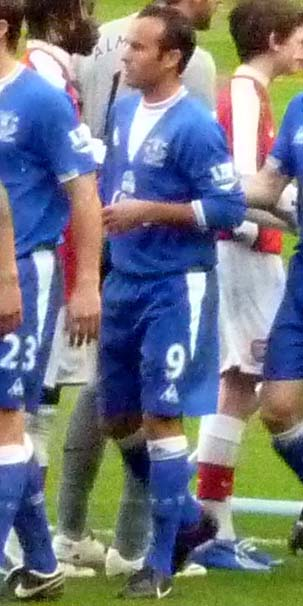
當路雲外借至愛華頓

2010年，當路雲外借至英超球隊愛華頓直至2010年3月，身穿9號球衣，期間主要擔任右翼鋒，上陣10場英超、1場英格蘭足總盃及2場歐霸盃，在對新特蘭及侯城的聯賽各射入1球，雖然領隊大衛·莫耶斯希望延長借用，但最終在3月14日返回銀河備戰新球季。
再返愛華頓
2011年12月15日愛華頓宣佈與洛杉磯銀河達成協議再次借用當路雲，於2012年1月和2月短暫效力。

## 國家隊

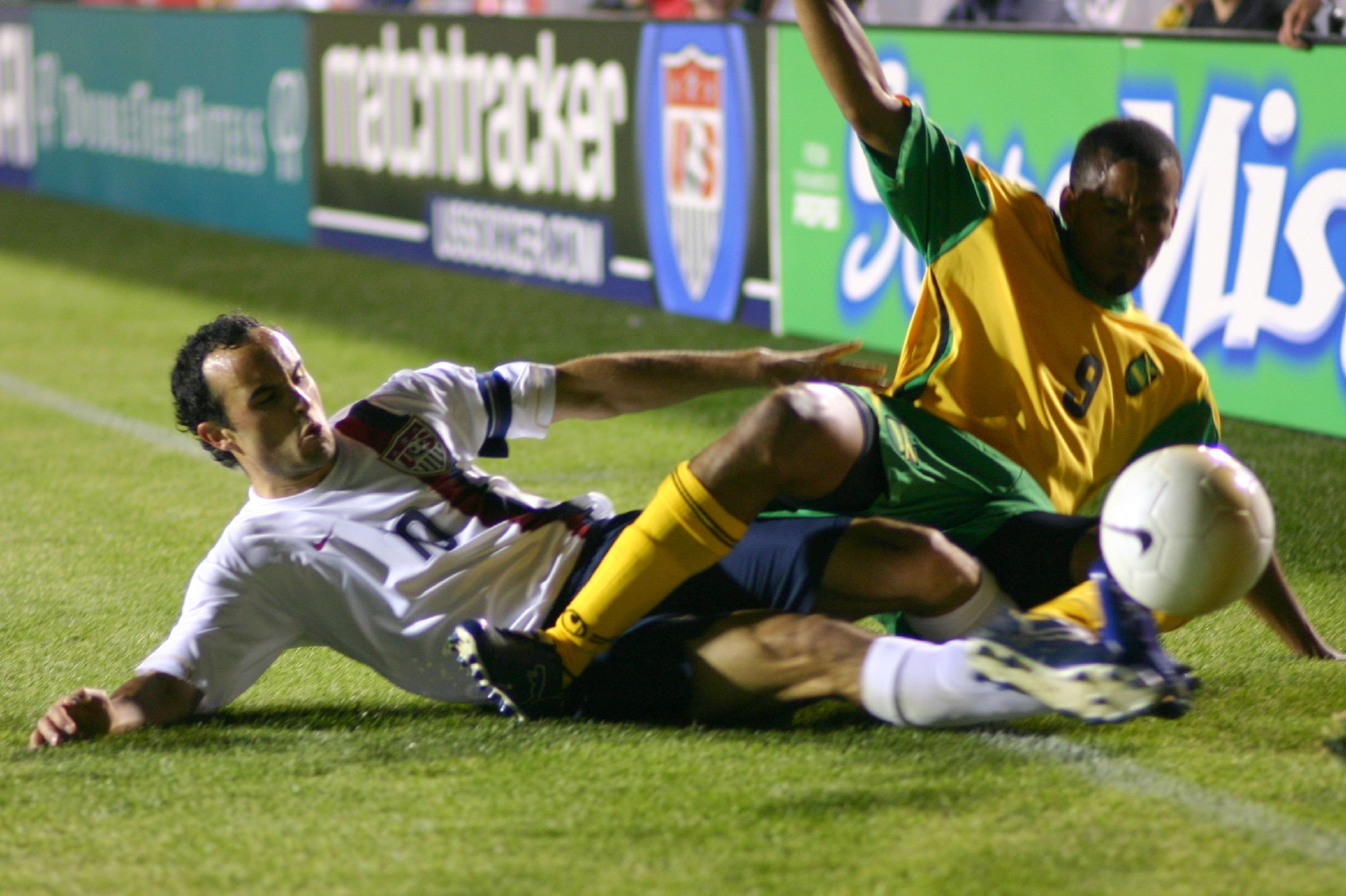
當路雲披上國家隊戰袍

自從參與2000年夏季奧運會後，2000年10月25日他首次代表美國國家足球隊出賽，對手是墨西哥，第一場比賽立即取得進球。2002年世界杯足球賽協助美國隊晉身八強，當中取得兩個進球。2006年世界盃足球賽前，代表美國出賽88次，射進30球，當中包括在2003年對古巴個人射進4球。2006年4月11日當路雲成為了美國隊的助攻王，該球是傳給本·奥尔森，打破了由科比·琼斯所保持的記錄
當路雲在國家隊穿著21號或10號的球衣上陣，後者是當克劳迪奥·雷纳無法上陣時用，當雷纳退出國家隊後，當路雲是長時間穿著10號球衣的球員。
2006年世界盃後，當路雲保持良好表現，2007年他為國家隊取得9個進球。在該年的美洲金盃對厄瓜多爾比賽個人大演帽子戲法。不過在美洲國家盃，當路雲並沒有登錄在球員名單之上。
2010年世界盃，當路雲在決賽週合共射入三球，協助美國隊晉身十六強。

## 個人生活
當路雲與女演員比安卡·卡里什（Bianca Kajlich）在2006年12月31日結婚，她是哥倫比亞廣播公司的處境喜劇《約會規則》主要角色，在劇中她飾演Jennifer。

## 榮譽
聖荷西地震
- 美國足球大聯盟杯 冠軍：2001年、2003年

洛杉磯銀河
- 美國足球大聯盟杯 冠軍：2005年、2011年
- Lamar Hunt美國公開盃 冠軍：2005年

美國國家隊
- 美洲金盃 冠軍： 2002年、2005年、2007年

個人
- U-17世界盃金球獎：1999年
- 世界盃最佳年輕球員：2002年
- 美洲金盃最佳陣容：2002年、2003年、2005年
- 美國足球年度最佳運動員：2003年、2004年、2009年
- 美國足球大聯盟杯最佳球員：2003年
- 美國職業足球大聯盟金靴獎：2008年
- 美國職業足球大聯盟最佳陣容：2003年、2008年、2009年
- 本田年度最佳最員：2002年、2003年、2004年、2007年、2008年、2009年

## 外部連結
- 當路雲奧運隊資料 （页面存档备份，存于）
- Leverkusen Who's who （页面存档备份，存于）
- Landon Donovan articles on Yanks Abroad （页面存档备份，存于）
- RSSSF（页面存档备份，存于）
- lagalaxy.tv （页面存档备份，存于）
- Football Database Profile and Statistics （页面存档备份，存于）
- 足球数据库：蘭頓·當路雲的球员统计数据

| 奖项与成就 | 奖项与成就                | 奖项与成就 |
| ---------- | ------------------------- | ---------- |
| 前任：     | 美國足球先生 2003、2004年 | 繼任：     |
| 前任：     | 美國足球先生 2009、2010年 | 繼任：     |